# Ribnik
Ribnik falu és község Horvátországban Károlyváros megyében. Közigazgatásilag Donja Stranica, Drenovica Lipnička, Gorica Lipnička, Gornja Stranica, Gornji Goli Vrh Lipnički, Griče, Jarnevići, Jasenovica, Lipnik, Martinski Vrh, Novaki Lipnički, Obrh, Ravnica, Skradsko Selo, Sopčić Vrh és Veselići települések tartoznak hozzá.

## Fekvése
Károlyvárostól 21 km-re északnyugatra a Károlyváros – Novo Mesto főút mellett fekszik. Egykor, amikor a patak medre el volt zárva egy tó keletkezett, melyből szigetként emelkedett ki a vár és környéke. Ez az egykori tó adta a település nevét.

## Története
Területe az ókorban az illír Breuca nemzetségé volt. A 13. században a Babonicsok birtoka, melyet először 1325-ben Károly Róbert uralkodása alatt említenek. Határában állnak egykori várának tekintélyes falai. A várat 1380 körül Mikcsfi István fia Ákos bán építtette, először 1390-ben kelt végrendelete említi. A vár az Obrh patak forrása közelében fekszik, melynek vize teljesen közbevette, ezért régen Wasserburgnak, azaz vízivárnak is nevezték. 1394-ben a Frangepánok vásárolták meg 9600 aranydukátért és másfél évszázadig uralmuk alatt maradt. Ekkor élte fénykorát, mert a grófok fényes palotát építettek fel benne. A vesztes korbavai csata után a vár stratégiai szerepe megnőtt. 1543-ban a török feldúlta és kifosztotta a vidéket, maga a vár is károkat szenvedett. A környéken sok falu lakatlan maradt, lakossága elmenekült, vegy fogságba esett. Ribnik 1544-ben Frangepán Katalin  házassága révén Ozallyal együtt a Zrínyeké lett. 1575-ben Ferat pasa Metlikáig dúlta a vidéket, két évvel később mintegy kilencszáz lakost hajtott el a török fogságba, majd 1578-ban újra rabolva pusztított. A 17. század már békésebbnek bizonyult, a török támadások ereje is gyengült. Zrínyi Péter sokat tartózkodott falai között, több levelet is keltezett innen. Zrínyi Ádám halála után a birtok a kincstárra szállt, majd százhúszezer forintért Ozallyal együtt a Petazzi grófok vásárolták meg. 1702-től 1809-ig a Petazzi családé, majd Filip Vukasović birtoka, aki 1858-ig birtokolta, ezután Josip Gal vásárolta meg. A vár ma is teljes épségben áll. A település trianoni békeszerződésig Zágráb vármegye Károlyvárosi járásához tartozott. 1918 előtt németül Riburg volt a neve. 2011-ben a falunak 113,  a községnek összesen 477 lakosa volt.

## Nevezetességei
Ribnik vára egy domb  lábánál sík területen áll. Hozzávetőlegesen kerek alaprajzú, emeletes, zárt belső udvaros vár. Úgy építették, hogy minden oldalról védeni lehessen. Veszély esetén lezárták a patakot, így a vár körül tó alakult ki. A vár legrégibb része az öregtorony, mely mellé a Frangepánok később felvonóhidas kapuépítményt emeltek. A gótikus kőkeretes kapu fölött ma is látható a Frangepánok címere. Ebben az időben épült a várkápolna is, mely két szintes. A boltozott alsó rész a szolganépé, a szebben kiképzett felső rész a várúr kápolnája volt. A várudvart gazdasági épületek övezik, míg felsőbb szintek lakóhelyiségül szolgáltak.

## Lakosság
| Lakosság változása | Lakosság változása | Lakosság változása | Lakosság változása | Lakosság változása | Lakosság változása | Lakosság változása | Lakosság változása | Lakosság változása | Lakosság változása | Lakosság változása | Lakosság változása | Lakosság változása | Lakosság változása | Lakosság változása | Lakosság változása |
| ------------------ | ------------------ | ------------------ | ------------------ | ------------------ | ------------------ | ------------------ | ------------------ | ------------------ | ------------------ | ------------------ | ------------------ | ------------------ | ------------------ | ------------------ | ------------------ |
| 1857               | 1869               | 1880               | 1890               | 1900               | 1910               | 1921               | 1931               | 1948               | 1953               | 1961               | 1971               | 1981               | 1991               | 2001               | 2011               |
| 171                | 197                | 193                | 191                | 186                | 177                | 158                | 185                | 170                | 211                | 218                | 192                | 150                | 154                | 104                | 113                |

## Külső hivatkozások
- Ribnik község hivatalos oldala
- A község információs portálja
- A megye turisztikai egyesületének honlapja[halott link]
- Gjuro Szabo: Középkori várat Horvátországban és Szlavóniában Zágráb 1920.